# Doble joc
Doble joc (títol original en anglès: Romeo Is Bleeding) és una pel·lícula policíaca d'humor negre del 1993 protagonitzada per Gary Oldman i Lena Olin, i dirigida per Peter Medak. El títol de la pel·lícula va ser agafat de la cançó de Tom Waits del mateix nom. Ha estat doblada al català.
Malgrat tenir actors estrelles (Oldman havia protagonitzat Dràcula de Bram Stoker de Francis Ford Coppola un any abans), la pel·lícula no va tenir un impacte siginificatiu a la taquilla i va rebre una reacció poc entusiasta per part de la crítica en general. Anys més tard, la pel·lícula va aconseguir l'estatus de pel·lícula de culte malgrat la seva mediocre rebuda inicial.

## Argument
Jack Grimaldi, un policia corrupte que fa favors a la màfia a canvi de grans honoraris, té una encantadora esposa, Natalie, i una adorable amant, Sheri. Creu que ho té tot, fins que una sociòpata assassina russa anomenada Mona Demarkov se'ls avança. El líder de la màfia italiana, Don Falcone, li ordena a Jack encarregar-se de Demarkov o enfrontar-se a greus conseqüències.

## Repartiment
- Gary Oldman - Jack Grimaldi
- Lena Olin - Mona Demarkov
- Annabella Sciorra - Natalie Grimaldi
- Juliette Lewis - Sheri
- Roy Scheider - Don Falcone
- Michael Wincott - Sal
- David Proval - Scully
- Will Patton - Martie
- Dennis Farina - Nick Gazzara (no surt als crèdits)
- James Cromwell - Cage
- Tony Sirico - Malacci
- Rom Perlman - Advocat de Jack
- Stephen Tobolowsky - fiscal de districte (no surt als crèdits)